# زاك لي
زاك لي (بالإندونيسية: Zack Lee)‏ (15 أغسطس 1984 بليفربول في المملكة المتحدة - ) هو ممثل وملاكم إندونيسي.

## روابط خارجية
- زاك لي على موقع IMDb (الإنجليزية)